# Мостовица (река)
Мостовица — река в России, протекает в Орловском районе Кировской области. Впадает в Дубяну справа у деревни Шушканы. Длина реки составляет 11 км.
Крупнейший населённый пункт на реке — село Русаново.

## Данные водного реестра
В государственном водном реестре России указано, что Мостовица впадает слева в Мухачиху в 4,4 км от устья. Однако, на современных картах Мухачиха не обозначена.
По данным государственного водного реестра России относится к Камскому бассейновому округу, водохозяйственный участок реки — Вятка от города Киров до города Котельнич, речной подбассейн реки — Вятка. Речной бассейн реки — Кама.
По данным геоинформационной системы водохозяйственного районирования территории РФ, подготовленной Федеральным агентством водных ресурсов:
- Код водного объекта в государственном водном реестре — 10010300312111100036109
- Код по гидрологической изученности (ГИ) — 111103610
- Код бассейна — 10.01.03.003
- Номер тома по ГИ — 11
- Выпуск по ГИ — 1